# Boston Marathon 1981
De Boston Marathon 1981 werd gelopen op maandag 20 april 1981. Het was de 85e editie van deze marathon.
De Japanner Toshihiko Seko zegevierde bij de mannen in 2:09.27. De Nieuw-Zeelandse Allison Roe won bij de vrouwen in 2:26.47.
In totaal finishten er 5590 marathonlopers, waarvan 5074 mannen en 516 vrouwen.

## Uitslagen

### Mannen
| rang   | naam               | land | tijd    |
| ------ | ------------------ | ---- | ------- |
| Goud   | Toshihiko Seko     | JPN  | 2:09.27 |
| Zilver | Craig Virgin       | USA  | 2:10.27 |
| Brons  | Bill Rodgers       | USA  | 2:10.35 |
| 4      | John Lodwick       | USA  | 2:11.34 |
| 5      | Malcolm East       | ENG  | 2:11.36 |
| 6      | Jukka Toivola      | FIN  | 2:11.53 |
| 7      | Dennis Rinde       | USA  | 2:12.02 |
| 8      | David Chettle      | AUS  | 2:12.24 |
| 9      | Kyle Heffner       | USA  | 2:12.32 |
| 10     | Victor-Manuel Mora | COL  | 2:12.56 |
| 11     | Greg Meyer         | USA  | 2:13.08 |
| 12     | Jouni Kortelainen  | FIN  | 2:13.15 |
| 13     | Norman Wilson      | ENG  | 2:13.17 |
| 14     | Walter Saeger      | USA  | 2:13.31 |
| 15     | Randy Thomas       | USA  | 2:13.49 |
| 16     | Louis Kenny        | IRL  | 2:13.52 |
| 17     | Michael Pinocci    | USA  | 2:14.10 |
| 18     | Ralph Serna        | USA  | 2:14.17 |
| 19     | David Patterson    | USA  | 2:14.19 |
| 20     | Brian Maxwell      | CAN  | 2:14.58 |
| 21     | Hilario Alvarez    | MEX  | 2:15.06 |
| 22     | Robin Holland      | RSA  | 2:15.08 |
| 23     | Neil Cusack        | IRL  | 2:15.21 |
| 24     | David M Smith      | USA  | 2:15.30 |
| 25     | Rafael A Parra     | COL  | 2:15.51 |

### Vrouwen
| rang   | naam               | land | tijd    |
| ------ | ------------------ | ---- | ------- |
| Goud   | Allison Roe        | NZL  | 2:26.47 |
| Zilver | Patti Catalano     | USA  | 2:27.52 |
| Brons  | Joan Samuelson     | USA  | 2:30.17 |
| 4      | Julie Shea         | USA  | 2:30.55 |
| 5      | Jacqueline Gareau  | CAN  | 2:31.27 |
| 6      | Sissel Grottenberg | NOR  | 2:33.03 |
| 7      | Nancy Conz         | USA  | 2:34.49 |
| 8      | Laura Dewald       | USA  | 2:35.57 |
| 9      | Kiki Sweigart      | USA  | 2:36.55 |
| 10     | Lorrie Dierdorff   | USA  | 2:38.04 |
| 11     | Jane Wipf          | USA  | 2:38.28 |
| 12     | Laurie Binder      | USA  | 2:39.36 |
| 13     | Nanae Sasaki       | JPN  | 2:41.48 |
| 14     | Janis Klecker      | USA  | 2:41.50 |
| 15     | Rosemary Longstaff | AUS  | 2:43.03 |
| 16     | Carol Cook         | USA  | 2:43.09 |
| 17     | Shirley Silsby     | USA  | 2:45.00 |
| 18     | Kitty Consolo      | USA  | 2:45.09 |
| 19     | Marilyn Hulak      | USA  | 2:45.58 |
| 20     | Julie Isphording   | USA  | 2:46.41 |
| 21     | Jean Kerr          | USA  | 2:47.07 |
| 22     | Jane Welzel        | USA  | 2:48.27 |
| 23     | Ford Madeira       | USA  | 2:48.57 |
| 24     | Sharon Given       | USA  | 2:49.15 |
| 25     | Susan Kainulainen  | CAN  | 2:49.25 |

1897 ·
1898 ·
1899 ·
1900 ·
1901 ·
1902 ·
1903 ·
1904 ·
1905 ·
1906 ·
1907 ·
1908 ·
1909 ·
1910 ·
1911 ·
1912 ·
1913 ·
1914 ·
1915 ·
1916 ·
1917 ·
1918 ·
1919 ·
1920 ·
1921 ·
1922 ·
1923 ·
1924 ·
1925 ·
1926 ·
1927 ·
1928 ·
1929 ·
1930 ·
1931 ·
1932 ·
1933 ·
1934 ·
1935 ·
1936 ·
1937 ·
1938 ·
1939 ·
1940 ·
1941 ·
1942 ·
1943 ·
1944 ·
1945 ·
1946 ·
1947 ·
1948 ·
1949 ·
1950 ·
1951 ·
1952 ·
1953 ·
1954 ·
1955 ·
1956 ·
1957 ·
1958 ·
1959 ·
1960 ·
1961 ·
1962 ·
1963 ·
1964 ·
1965 ·
1966 ·
1967 ·
1968 ·
1969 ·
1970 ·
1971 ·
1972 ·
1973 ·
1974 ·
1975 ·
1976 ·
1977 ·
1978 ·
1979 ·
1980 ·
1981 ·
1982 ·
1983 ·
1984 ·
1985 ·
1986 ·
1987 ·
1988 ·
1989 ·
1990 ·
1991 ·
1992 ·
1993 ·
1994 ·
1995 ·
1996 ·
1997 ·
1998 ·
1999 ·
2000 ·
2001 ·
2002 ·
2003 ·
2004 ·
2005 ·
2006 ·
2007 ·
2008 ·
2009 ·
2010 ·
2011 ·
2012 ·
2013 ·
2014 ·
2015 ·
2016 ·
2017 ·
2018 ·
2019 ·
2020 ·
2021 ·
2022